# Queensrÿche
Queensrÿche (es pronuncia ˈkwiːnzraɪk) és un grup de heavy metal / progressive metal dels Estats Units format el 1981 a Bellevue, Washington. Ha editat nou àlbums d'estudi i un EP i actualment continua en actiu.
Queensrÿche ha venut més de vint milions de discos a tot el món, i en particular més d'onze milions de discos i vídeos als Estats Units.

## Història

### De The Mob a Queensrÿche (principis dels 80)
Els inicis de Queensrÿche els trobem al principi de la dècada dels 80. El guitarrista Michael Wilton i el bateria Scott Rockenfield eren membres d'una banda anomenada 'Cross+Fire' que es dedicava a versionar temes de grups populars de heavy metal com ara Iron Maiden i Judas Priest. Quan el guitarrista Chris DeGarmo i el baixista Eddie Jackson s'uniren al grup van decidir canviar el nom i anomenar-se 'The Mob'. Tanmateix, The Mob no tenia cantant i quan van tenir l'ocasió de participar en un festival de Rock local aconseguiren els serveis vocals de Geoff Tate, que militava en una banda anomenada 'Babylon'. Babylon es dissolgué i Tate feu uns quants concerts amb The Mob, però els abandonà perquè no se sentia interessat a interpretar heavy metal.
El 1981 The Mob estalviaren prou diners per poder gravar una maqueta i, de nou, gaudiren de la col·laboració de Tate per tal tasca. Gravaren quatre cançons: "Queen of the Reich," "Nightrider," "Blinded" i "The Lady Wore Black." Portaren la maqueta a diverses discogràfiques però totes la rebutjaren. A més, Tate se sentia compromès amb la nova banda en què es trobava llavors, Myth.
Esperonats pel seu nou mànager The Mob prengué un nou nom: 'Queensrÿche', que s'inspirava en el títol de la primera cançó de la maqueta. Es convertien així en la segona banda de Heavy Metal (almenys entre les que han arribat a tenir fama internacional) que afegia una exòtica dièresi sobre alguna lletra del nom, tal com havia fet Motörhead). Anys més tards Tate bromejava tot dient: "La dièresi sobre la 'y' ens ha perseguit durant molt de temps. Ens hem passat onze anys explicant com cal pronunciar-ho."
La maqueta tingué un ressò considerable i fins i tot obtingué una crítica molt positiva a la revista Kerrang!. Animats per les bones reaccions decidiren editar-la en forma d'EP, amb el nom de la banda com a títol i també de manera autoproduïda el 1983. Havent vist que també l'EP gaudia d'una bona acollida, Tate decidí abandonar Myth i esdevingué el cantant oficial de Queensrÿche. El mateix any signaren un contracte amb EMI i aquesta multinacional els reedità l'EP, la qual cosa els reportà un èxit moderat i assoliren el lloc 81è del Billboard. Anys més tard, quan l'EP aparegué en format CD, s'hi afegí una cinquena pista, "Prophecy"; era una cançó que el grup havia començat a interpretar en directe el 1983 (i que s'havia inclòs també al vídeo "Live In Tokyo" de 1984), però no havia entrat a cap altre disc. La gravació de "Prophecy" que s'afegí al CD prové de les sessions de "Rage For Order" (i no és la mateixa versió que apareix a la banda sonora de la pel·lícula documental "The Decline of Western Civilization II: The Metal Years").

### The WarningiRage for Order(1984-1987)
Després de la gira de presentació de l'EP, el grup viatjà a Londres per tal de gravar llur primer disc de llarga durada. Van treballar amb el productor James Guthrie, que ja ho havia fet per Pink Floyd i Judas Priest. L'àlbum, The Warning eixí el Setembre de 1984 i mostrà una banda més propera al Rock progressiu que el debut. Assolí el lloc 61è de la llista d'àlbums de Billboard, és a dir, un èxit comercial moderat. Cap dels singles que llançaren arribà a les llistes d'èxits dels Estats Units, però en canvi "Take Hold of the Flame" sí que fou un èxit fora del país (especialment al Japó). La gira de presentació del nou treball fou la primera a escala de tot EUA, ja que foren teloners de la gira Animalize de Kiss.
Rage for Order, fou llançat el 1986 i representà una evolució cap a un so i una imatge més sofisticats. Els teclats prenien protagonisme a les guitarres, i l'aspecte del grup s'aproximava més al del glam rock i el glam metal que al del heavy metal tradicional. Gravaren un vídeo-clip per la cançó "Gonna Get Close to You" (una versió del tema publicat originalment per Dalbello el 1984). Curiosament una cançó amb el mateix títol que el disc, i que s'havia compost i assajat per l'àlbum, finalment en quedà exclosa. El riff principal d'aquesta cançó, emperò, fou aprofitat com a base per a la introducció instrumental que obrí alguns concerts de la gira. Després evolucionà fins a convertir-se finalment en la pista "Anarchy-X" del disc "Operation: Mindcrime".

### Operation: Mindcrime i l'època d'èxit massiu (1988-1996)
El 1988, Queensrÿche publicà Operation: Mindcrime, un àlbum conceptual amb el qual arribà el gran reconeixement per part del públic i la crítica especialitzada. L'àlbum narra la història d'un addicte a l'heroïna al qual una sinistra societat secreta (amb suposats objectius revolucionaris) manipula i empeny a cometre diversos assassinats; quan el drogaddicte (Nikki) inicia una relació sentimental amb el personatge de Mary (interpretat vocalment per Pamela Moore) aconsegueix adonar-se de la situació en què es troba i sortir-ne. Sovint la crítica ha col·locat aquests àlbum a nivells de qualitat comparables als d'altres discos conceptuals mítics com ara The Wall de Pink Floyd, Metropolis Pt. 2: Scenes from a Memory de Dream Theater, i Tommy de The Who. La banda girà durant 1988 i 1989 amb diverses bandes importants, entre elles Def Leppard, Guns N' Roses i Metallica.
El màxim pic de popularitat l'assoliren amb la publicació de Empire (1990). Arribà al 7è lloc de les llistes i se'n vengueren més de tres milions de còpies als Estats Units, més que de totes les anteriors gravacions juntes. La balada "Silent Lucidity," amb arranjament orquestral, fou el primer single del grup que entrà al Top 10. Les lletres mantenien temes socialment compromesos (com ara el control de l'armament i la problemàtica ambiental).
La gira de presentació del disc, "Building Empires", fou la primera en què el grup n'era íntegrament el cap de cartell (anteriorment només havien encapçalat el tram japonès de la gira d'"Operation: Mindcrime" i alguns concerts en sales petites i mitjanes als Estats Units entre 1984 i 1988). Aprofitaren aquesta nova i avantatjosa posició per interpretar Operation: Mindcrime en la seva totalitat, al qual s'hi afegien, naturalment, algunes peces del nou disc Empire. La gira durà 18 mesos, més que qualsevol de les anteriors.
Després d'una parada considerable durant la qual els membres de Queensrÿche es dedicaren a llurs ocupacions personals, la formació edità Promised Land l'Octubre de 1994. Es tractava d'un àlbum fosc i molt personal. Malgrat que debutà a la tercera posició de les llistes i que fou disc de platí, no tingué un èxit comparable ni de bon tros al que havia obtingut Empire. Tal com estava succeint amb tantes altres bandes importants de heavy metal i de hard rock, l'eclosió del grunge (que irònicament provenia de Seattle, com ells) i altres noves tendències feu que el gran públic deixés força de banda Queensrÿche.

### 1997-1998: Grans canvis
Queensrÿche publicà el seu sisè disc d'estudi, Hear in the Now Frontier, el Març de 1997, i tingué una recepció controvertida per part de fans i crítica. Debutà al lloc 19è i ràpidament desapareixé de les llistes. Tenia un so molt més bàsic que qualsevol disc anterior i alguns fans els recriminaren una aproximació excessiva al grunge. No obstant la reacció un poc negativa, els singles "Sign of the Times" i "You" tingueren prou difusió.
A banda dels decebedors nivells de vendes, altres problemes perseguiren la banda durant la gira de l'àlbum. Quan no feia ni un mes que havia començat, Geoff Tate caigué malalt i la banda hagué de cancel·lar uns quants concerts per primer cop en la seva carrera. A més, la discogràfica que els havia hostatjat durant tants anys, EMI America Records feu fallida en aquells mateixos mesos. Fou així que el grup no tingué altre remei que autofinançar-se el tram restant de la gira, que acabà precipitadament a l'agost. Al Desembre oferiren un grapat de concerts a Amèrica del Sud per obligació contractual, i llavors Chris DeGarmo anuncià que els deixava.
Malgrat que les raons de la fugida mai s'han fet públiques oficialment, els membres de la banda han insinuat que hi havia un cert cansament de DeGarmo amb el grup i ganes d'iniciar projectes diferents. De fet, després d'haver deixat Queensrÿche, DeGarmo col·laborà en estudi i en directe amb Jerry Cantrell i treballà amb una banda de curta vida anomenada 'Spys4Darwin', que publicaren un EP el 2001. Actualment DeGarmo exerceix de pilot d'aerolínies comercials.

### Experimentació (1998-2001)
DeGarmo fou substituït pel guitarrista i productor Kelly Gray, que ja havia estat guitarrista de Myth, l'antiga banda de Tate. Gray havia produït diverses bandes, com ara Dokken i Candlebox. El primer disc de Queensrÿche amb Gray fou Q2K de 1999. Fou també el primer disc amb el seu nou segell, Atlantic Records. Musicalmet, Q2K representà una tímida aproximació al progressive metal que havia caracteritzat la banda en el passat, però a la vegada també es mantenia proper a Hear in the Now Frontier, fins al punt que Geoff Tate ha afirmat que és una continuació de l'experimentació que havien començat en el disc anterior. Gray no va ser ben acceptat pels fans, que trobaven que el seu estil bluesy no encaixava amb Queensrÿche. D'altra banda, quan sortiren de gira el declivi de popularitat de la banda els feu canviar els estadis i pavellons per clubs i sales mitjanes.
El 2000 llançaren un recopilatori de grans èxits i s'embarcaren en una nova gira, aquest cop com a teloners d'Iron Maiden. Això els permeté actuar al Madison Square Garden per primera vegada. Descontents amb l'escàs suport que rebien d'Atlantic Records, Queensrÿche passaren a Sanctuary Records el 2001. El Juliol d'aquest any, feren un grapat de concerts al Moore Theater de Seattle, que foren gravats i serviren per editar llur segon disc en directe, Live Evolution, el Setembre de 2001. Kelly Gray deixà el grup poc després.

### The Tribe (2001-2004)
La banda entrà a l'estudi com a quartet la primaveria de 2003 per gravar el vuitè àlbum. A l'Abril anunciaren el retorn de Chris DeGarmo, tot i que el seu estatus a la banda quedava incert. Al Juliol, Queensrÿche el seu primer i únic àlbum amb nou material amb Sanctuary Records, Tribe. DeGarmo hi havia col·laborat amb quatre cançons compostes i interpretades però no es reincorporà oficialment a la banda per la nova gira.
El productor i guitarrista Kelly Gray fou substituït oficialment per Mike Stone. El Juny de 2003 Queensrÿche s'embarcà en una gira compartida amb l'altra gran banda del progressive metal, Dream Theater. Ambdues bandes s'anaren alternant les posicions cada vespre, i acabaven l'espectacle amb la interpretació conjunta d'alguns temes. Fates Warning foren els teloners de la gira. A més, gravaren un DVD, The Art of Live, que inclou dues versions interpretades amb Dream Theater.

### Mindcrime II (2004-present)
El Juliol de 2004, Queensrÿche van anunciar que tenien la intenció de gravar una continuació del disc Operation: Mindcrime de 1988. Per tal de preparar l'interès dels fans en el nou treball, la banda oferí alguns concerts durant la tardor de 2004 sota el nom 'An Evening With Queensrÿche' en què tocaven grans èxits i a continuació una versió revisada de l'obra Operation: Mindcrime amb actors en directe i muntatge de vídeo de suport; Pamela Moore reprengué el paper de Sister Mary. A més, com a conclusió dels concerts, es reproduïa pel PA una versió pregravada de "Hostage", cançó que formaria part del nou disc. El segon tram de la gira s'inicià al principi de 2005 i, abans d'encetar-ne el tercer a la tardor de 2005, Queensrÿche feu una gira nord-americana amb Judas Priest en què oferien un espectacle d'una hora basat en els treballs més antics i amb la cançó de l'imminent disc "I'm American." 
Finalment, Operation: Mindcrime II fou llançat internacionalment el 31 de març de 2006, com a nou disc conceptual que reprenia i concluïa la història del seu predecessor. Era el primer àlbum de Queensrÿche amb Rhino Entertainment, amb qui havien signat un contracte el 2005. Ronnie James Dio feu el paper vocal de Dr. X, el malvat. Operation: Mindcrime II entrà al lloc 14è de les llistes, el lloc més alt assolit per un disc de Queensrÿche album des del 1997. El grup encetà una nova gira com a caps de cartell, amb Pamela Moore fent el paper de Sister Mary en directe. L'espectacle incloïa totes les peces (interpretades musicalment i teatralment) dels dos Mindcrime. Ronnie James Dio aparegué al Gibson Amphitheatre de Universal City per cantar les parts de Dr. X a "The Chase", i la seva interpretació es projectà en vídeo en els concerts següents. També es pot veure com a extra al DVD Mindcrime at the Moore. La gira no passà pels Països Catalans, però sí que es pogué veure ben a prop una versió reduïda de l'espectacle al festival Lorca Rock a Llorca, Espanya.
El 9 d'agost de 2007 la banda anuncià la publicació d'una nova recopilació de grans èxits, Sign of the Times: The Best of Queensrÿche, que aparegué el 28 d'agost de 2007. Una edició especial per a col·leccionistes incloïa un disc extra amb diversos demos i una nova cançó, "Justified", amb Chris DeGarmo a la guitarra.
El 28 d'agost de 2007 s'anuncià que es publicaria un disc de versions, Take Cover, que s'espera pel 13 de Novembre.

## Projectes paral·lels
Geoff Tate té només un disc en solitari publicat el 2002 a Sanctuary Records. En va fer una gira de presentació durant l'estiu del mateix any. Michael Wilton amb la seva banda Soulbender també va treure un disc el 2004. Scott Rockenfield i Kelly Gray són membres de Slave to the System, que van treure un disc de debut el Febrer de 2006 i el van presentar en directe l'Abril de 2006. Rockenfield també ha col·laborat en diversos projectes amb el músic Paul Speer. De fet, obtingueren una nominació als Grammy de 1999 per TeleVoid.

## Membres de la banda

### Membres actuals
- Todd La Torre - veu (2012-present)
- Michael Wilton - guitarra rítmica i solista, veus (1981-present)
- Mike Stone - guitarra rítmica i solista, veus (2003-present)
- Eddie Jackson - baix, veus (1981-present)
- Casey Grillo - bateria, percussió, (2021-present)

### Membres anteriors
- Geoff Tate - veu i teclats (1981-2012)
- Chris DeGarmo - guitarra rítmica i solista, veus (1981-1998, 2003, 2007)
- Kelly Gray - guitarra rítmica i solista, veus (1998-2001)
- Scott Rockenfield - bateria i percussió (1981-2021)

## Discografia

### Discos d'estudi
| Data de llançament     | Títol                    | Discogràfica               | Classificació de vendes | Premis                                                                 |
| 12 d'agost de 1983     | Queensrÿche              | EMI America Records        | 81 (USA)                | Disc d'or (USA)                                                        |
| 7 de Setembre de 1984  | The Warning              | EMI America Records        | 61 (USA)                | Disc d'or (USA)                                                        |
| 27 de juny de 1986     | Rage for Order           | EMI America Records        | 47 (USA)                | Disc d'or (USA)                                                        |
| 3 de maig de 1988      | Operation: Mindcrime     | EMI America Records        | 50 (USA)                | Disc de platí (USA)                                                    |
| 4 de setembre de 1990  | Empire                   | EMI America Records        | 7 (USA)                 | Triple disc de platí (USA), Disc de plata (UK), Disc de platí (Canadà) |
| 18 d'octubre de 1994   | Promised Land            | EMI America Records        | 3 (USA)                 | Disc de platí (USA), Disc d'or (Canadà)                                |
| 25 de març de 1997     | Hear in the Now Frontier | EMI America Records        | 19 (USA)                | 330.000 discos venuts a USA                                            |
| 14 de setembre de 1999 | Q2K                      | Atlantic Records           | 46 (USA)                | 150.000 discos venuts a USA                                            |
| 22 de juliol de 2003   | Tribe                    | Sanctuary Records          | 56 (USA)                | 75.000 discos venuts a USA                                             |
| 31 de març de 2006     | Operation: Mindcrime II  | Rhino Entertainment        | 14 (USA)                | 100.000 discos venuts a USA                                            |
| 2007                   | Take Cover               | Rhino Entertainment        | .                       | .                                                                      |
| 2009                   | American Soldier         | ATCO / Rhino Entertainment | .                       | .                                                                      |
| 2011                   | Dedicated to Chaos       | Loud & Proud / Roadrunner  | .                       | .                                                                      |
| 2013                   | Queensrÿche              | Century Media / Avalon     | .                       | .                                                                      |

### Discos en directe
| Data de llançament     | Títol                | Discogràfica        | Classificació de vendes | Premis |
| 28 d'Octubre de 1991   | Operation: Livecrime | EMI America Records | 38 (USA)                |        |
| 25 de setembre de 2001 | Live Evolution       | Sanctuary Records   | 143 (USA)               |        |
| 8 de juny de 2004      | The Art of Live      | Sanctuary Records   |                         |        |

### Discos recopilatoris
| Data de llançament | Títol           | Discogràfica    | Classificació de vendes | Premis |
| 27 de Juny de 2000 | Greatest Hits   | Virgin Records  | 149 (USA)               |        |
| 11 de Març de 2003 | Classic Masters | Capitol Records |                         |        |

### Altres
- Banda sonora de The Decline of Western Civilization Part II: The Metal Years, (1988) —"Prophecy"
- Banda sonora de Les aventures de Ford Fairlane, (1990) — "Last Time in Paris"
- Banda sonora de Last Action Hero, (1993) — "Real World"
- Tales from the Crypt: Monsters of Metal, (2000) — "Eyes of a Stranger"
- Recopilació Monster Ballads: Platinum Edition, (2006) — "Silent Lucidity"

### Vídeos
| Data de publicació | Títol                | Discogràfica      | Classificació de vendes | Característiques |
| 1984               | Live in Tokyo        | Sony              |                         | Gravat en directe a Nihon Seinen-kam, Tòquio (Japó) el 5 d'agost de 1984. Fou el segon concert de la gira del disc The Warning. El vídeo està descatalogat.            |
| 1989               | Video: Mindcrime     | EMI Home Video    | Platí (USA)             | Vídeos del disc Operation: Mindcrime. Distribuït en DVD en 2006 dins la caixa Operation: Mindcrime 2CD+1DVD.                                                           |
| 1991               | Operation: Livecrime | EMI Home Video    | Doble Platí (USA)       | Actuació en directe amb cançons del disc Operation: Mindcrime. Empaquetat originalment com un conjunt de VHS/CD o VHS/cassette. El vídeo fou editat com a DVD el 2001. |
| 1992               | Building Empires     | EMI Home Video    | Or (USA)                | Conté entrevistes, vídeos i actuacions en directe de l'època de Empire.                                                                                                |
| 20 d'abril de 2004 | The Art of Live      | Sanctuary Records |                         | Gravat durant la segona meitat de 2003 a la gira promocional del disc Tribe.                                                                                           |